# Фицпатрик, Барнаби (2-й барон Верхнего Оссори)
Барнаби Фицпатрик, 2-й барон Верхнего Оссори (англ. Barnaby Fitzpatrick, 2st Baron Upper Ossory; около 1535 — 11 сентября 1581) — ирландский дворянин.

## Биография
Старший сын и наследник Барнаби Фицпатрика, 1-го барона Верхнего Оссори, и Маргарет, старшей дочери Пирса Батлера, 8-го графа Ормонда. Он родился в Ирландии вероятно, около 1535 года. Отправленный в раннем возрасте в Англию в качестве залога верности отца, он получил образование при дворе, где стал ближайшим соратником Эдварда, принца Уэльского, позже короля Эдуарда VI, с которым он должен был оставаться в близких отношениях до самой смерти последнего. Он был среди главных скорбящих на похоронах короля Генриха VIII, отца Эдуарда. 15 августа 1551 года он и сэр Роберт Дадли были приведены к присяге, двое из шести джентльменов личной палаты короля Эдуарда.
Эдуард, который продолжал проявлять благосклонный интерес к Барнаби, в том же году отправил его во Францию, чтобы усовершенствовать его образование, мудро посоветовав ему «вести себя честно, больше следовать за обществом джентльменов, чем вторгаться в общество дам». Барнаби Фицпатрик ответил: «Вы заставляете меня думать, что ваша забота обо мне скорее отцовская, чем дружеская». Представленный лордом-адмиралом Клинтоном королю Франции Генриху II, он был назначен им джентльменом палаты, в этой должности у него были благоприятные возможности для наблюдения за ходом французской политики. После его отъезда 9 декабря 1552 года он получил горячую похвалу за свое поведение от самого Генриха II и констебля Монморанси . Во время своего пребывания во Франции Эдуард VI продолжал регулярно переписываться с ним.
По возвращении в Англию Барнаби Фицпатрик принял активное участие в подавлении восстания Томаса Уайатта (1553 г.).
Вскоре после этого Фицпатрик отправился в Ирландию с графом Килдэром и Брайаном О’Конором Фали (бароном Оффали). Британские историки Артур Коллинз и Джон Лодж утверждают, что в 1558 году он присутствовал при осаде Лейта и был там посвящен в рыцари герцогом Норфолком. Он заседал в парламенте Ирландии в 1559 году. В 1566 году он был посвящен в рыцари сэром Генри Сидни, который, похоже, высоко ценил его. Его судебное разбирательство против Эдмунда Батлера за соучастие с Фицморисом в восстаниях Десмонда вызвало глубокое негодование Томаса Батлера, 10-го графа Ормонда, и привело к вражде между ними на протяжении всей жизни. В 1573 году семья Грейс, которая была в разладе с Фицпатриком, похитила его жену и дочь, и Фицпатрик заподозрил, что за похищением стоял граф Ормонд. Фицпатрик обратился к Генри Сидни с просьбой вмешаться от его имени, но нанял печально известного преступника Пирса Грейса, чтобы спасти свою дочь. Хотя его жена была возвращена невредимой, Фицпатрик и его братья в ответ ограбили земли графа Ормонда. Вражда между Фицпатриками и Грейсами продолжалась и в следующем столетии: в 1602 году Ричард Грейс, родственник Пирса Грейса, убил внука Барнаби, Джона Батлера из Данбойна.
В 1574 году граф Ормонд выдвинул новые обвинения против лояльности Фицпатрика, и его вызвали в Дублин для ответа перед советом, где он успешно оправдал себя. В 1576 году после смерти своего отца он унаследовал титул 2-го барона Верхнего Оссори, а в 1578 году убил известного мятежника Рори О’Мора.
Из-за ряда обвинений, выдвинутых против него графом Ормондом, который заявил, что «в Ирландии не было более непослушного или более опасного человека, чем барон Верхнего Оссори», Фицпатрик и его жена были 14 января 1581 года отправлены в Дублинский замок. Однако «не было ничего, что могло бы его тронуть», поскольку, по мнению сэра Генри Уоллопа, он был «таким же здоровым человеком для её величества, как и любой представитель его нации».

## Семья
В 1560 году Барнаби Фицпатрик женился на Джоан, дочери Роуленда Юстаса, 2-го виконта Балтингласса (1505—1578), и Джоан Батлер. У них была дочь Маргарет, которая была первой женой Джеймса Батлера, 2-го барона Данбойна (? — 1624), от которого у нее было два сына Джон (убит в 1602 году) и Пирс (умер в 1626 году).

## Смерть
Барнаби Фитцпатрик, внезапно заболел и 11 сентября 1581 года умер в доме хирурга Уильяма Келли в Дублине, в два часа дня. По словам сэра Генри Сидни, он был «самым подходящим человеком в советах и действиях для войны, которого я когда-либо встречал в этой стране; очень жаль, что он умер». После смерти Фицпатрика его поместья и титул перешли к его младшему брату Флоренсу Фицпатрику.
Хотя популярный образ молодого сэра Барнаби как мальчика для битья Эдуарда VI сохраняется благодаря их большой дружбе, историк Леанда де Лиль отмечает отсутствие современных доказательств этого сценария, предполагая, что это современный популярный миф, основанный на предположениях, вытекающих из позднее развитие божественного права королей.

## Изображение в фильмах
Альберт Дэвис сыграл сэра Барнаби Фицпатрика в фильме 1936 года «Роза Тюдоров». Роберт Артур сыграл подростка Барнаби в фильме 1953 года «Малышка Бесс». Барнаби Фицпатрик появляется в «Наследниках сквайра Гарри» (1974) , и в молодежном романе «Вечная любовь» (2002) Джудит О’Брайен.